# الحوت الأزرق (فلم 2020)
الحوت الأزرق تشويق وإثارة مصري من إنتاج سنة 2020. الفيلم من إخراج علاء مرسي، وتأليف أسامة حسام الدين، ومن بطولة راندا البحيري، ونيرمين محسن، وحسني شتا، وعلاء مرسي، وندى بهجت.

## ملخص القصة
- تدور أحداث الفيلم حول (لعبة الحوت الأزرق) بعد انتشار التكنولوجيا وانشغال الأب والأم عن أبنائهم وما قد يؤدي لتعرضهم للموت.

## طاقم التمثيل
- راندا البحيري
- نيرمين محسن
- حسني شتا
- علاء مرسي
- ندى بهجت
- أحمد سلامة
- أحمد صيام
- عماد رشاد
- نرمين ماهر
- عفاف رشاد
- معوض إسماعيل
- حسن عبد الفتاح
- عبد الله مشرف
- جمال فؤاد
- نور الكاديكي

## روابط خارجية
- مقالات تستعمل روابط فنية بلا صلة مع ويكي بيانات